# آنسي نيمينن
آنسي نيمينن (بالفنلندية: Anssi Nieminen)‏ هو متزلج قفز فنلندي، ولد في القرن العشرين في يوفاسكولا في فنلندا.

## وصلات خارجية
- آنسي نيمينن على موقع الاتحاد الدولي للتزلج (القفز التزلجي) (الإنجليزية)